# Autobus (album)
Autobus è il diciassettesimo album in studio del cantautore italiano Franco Ricciardi, pubblicato nel 2013.
L'album vede la partecipazione di Ivan Granatino, Luchè, Gué Pequeno, Jake La Furia, Da Blonde e Ross.

## Tracce
1. Brigitte Bardot
2. La tua partita
3. Un altro caffè
4. Made in Italy (feat. Jake La Furia & Ivan Granatino)
5. Che strada fai (feat. Ivan Granatino)
6. Ora no (feat. Gué Pequeno & Ivan Granatino)
7. Le frasi dette ieri (feat. Da Blonde)
8. Non hai più
9. Soltanto pesi (feat. Luchè, Ross & Ivan Granatino)
10. L'unico fuoco (feat. Clementino & Ivan Granatino)
11. Nato lì
12. Si m' 'o dicive primm'
13. A verità